# Bandeira de Chipre
A Bandeira do Chipre (em grego: σημαία της Κύπρου simea tis Kipru; em turco: Kıbrıs bayrağı) é um dos símbolos oficiais do Chipre. A bandeira apresenta um desenho da ilha inteiro, com dois ramos de oliveira abaixo (um símbolo de paz) em branco (outro símbolo de paz). Os ramos de oliveira significam a paz entre os turcos e os gregos. O mapa da bandeira é em uma cor laranja-cobre, simbolizando os grandes depósitos de minério de cobre na ilha.
A bandeira é notável por não ser particularmente apreciada pelos cipriotas gregos ou turcos; o ex-presidente Glafcos Clerides descreveu-a como "a bandeira mais inocente do mundo", porque "ninguém morreria por ela".

## Descrição
Seu desenho consiste em um retângulo de proporção largura-comprimento de 3:2 de fundo branco. No centro há um mapa de toda a ilha na cor ouro por cima de dois ramos de oliveira. 
No projeto de agosto de 1960, a cor do mapa é de cobre (Pantone 144-C). Tanto o ramo como as duas folhas de oliveira são verde-oliva (Pantone 336-C). O fundo é branco com a proporção de 3:5. Em abril de 2006 o desenho foi atualizado, a forma dos ramos de oliveira foi ligeiramente alterada, a sua cor foi alterada para Pantone 574, a cor de cobre do mapa foi alterada para Pantone 1385 e a proporção foi alterada para 3: 2.
As bandeiras produzidas no Chipre muitas vezes diferem das especificações originais, tanto em relação ao tamanho do mapa quanto às cores usadas. O governo anunciou em outubro de 2005 que tomaria medidas para assegurar que apenas as bandeiras que cumprissem as especificações oficiais fossem produzidas.

## Criação
Antes da independência do país, era usada no Chipre uma bandeira com uma bandeira do Reino Unido no cantão, como era o caso de muitas colônias britânicas. A bandeira atual foi adotada em 16 de agosto de 1960 após escolha do desenho em um concurso realizado no mesmo ano, sob os Acordos de Londres e Zurique, pelos quais uma constituição foi elaborada e o Chipre foi proclamado um estado independente. Os desenhos propostos não poderiam incluir a cor azul (cor predominante da bandeira da Grécia), nem vermelha (cor predominante da bandeira da Turquia), nem deveriam conter elementos que remetessem aos grupos étnico-religiosos da ilha como a cruz cristã, ou a crescente islâmica.
A bandeira foi projetada pelo professor de arte İsmet Güney. A bandeira contem deliberadamente símbolos pacíficos e neutros na tentativa de indicar a harmonia entre as comunidades gregas e turcas rivais, um ideal que ainda não foi realizado. Em 1963, as comunidades cipriotas turcas e cipriotas gregas separaram-se por causa da violência intercomunitária cipriota. O projeto foi escolhido por Makarios III, o primeiro Presidente da República, com o consentimento de Fazil Küçük, o primeiro vice-presidente.

## Uso
Sob a constituição de Chipre, a bandeira pode ser usada por instituições estatais, empresas públicas e cidadãos do país. Cidadãos particulares podem levar a bandeira de Chipre ao lado da bandeira grega, da bandeira da Turquia ou de ambos.
Apesar da tentativa de ser um design neutro, para promover a unidade entre as comunidades constituintes, esta bandeira é mais frequentemente usada apenas pelos cipriotas gregos, uma vez que é associada pelos cipriotas turcos à República do Chipre, dominada pelos gregos. Após a invasão turca de Chipre e o estabelecimento da autodeclarada República Turca do Norte de Chipre, os cipriotas turcos utilizam a bandeira de Chipre do Norte.

## Proposta de bandeira nacional unificada

Bandeira proposta por Kofi Annan para a República Unida do Chipre.

Sob os termos do referendo publicamente rejeitado Plano Annan para Chipre, uma proposta das Nações Unidas para resolver a questão cipriota, uma nova bandeira nacional teria sido adotada por uma reconstituída república confederada de Chipre. Ao contrário da atual bandeira oficial, esta versão incorpora conscientemente cores que representam a Grécia (azul) e a Turquia (vermelho) ao lado de uma grande faixa amarelo-cobre para o Chipre. É possível que qualquer acordo futuro em Chipre inclua a adoção de uma nova bandeira.

## Bandeiras Históricas

Bandeira do Reino de Chipre (século XV)
Bandeira da República de Veneza (1489–1571)
Primeira bandeira de Chipre sob o domínio colonial britânico (1881-1922)
Última bandeira de Chipre sob o domínio colonial britânico (1922-1960)
Versão da bandeira usada de 6 de abril a 16 de agosto de 1960.
Versão da bandeira utilizada de 16 de agosto de 1960 a 24 de abril 2006.

## Curiosidade
A representação de seu próprio mapa político em seu estandarte faz com que a bandeira do Chipre seja uma das únicas bandeiras nacionais do mundo a apresentar essa configuração. Tal desenho também pode ser visto, por exemplo, na bandeira do Kosovo.